# Guido Natoli
Pour les articles homonymes, voir Natoli.
Guido Natoli ( Gioiosa Marea , 2 février 1893 - 23 octobre, 1966) est un banquier italien,  qui fut militaire et homme politique du parlement italien.

## Vie privée
Le baron Guido Natoli était propriétaire terrien et l'une des principales figures de la vie économique de la province de Messine dans les années 1930-1960. 
Il a été membre de la Camera dei deputati pendant la XXVIIIe, XIXe et XXXe législature du royaume d'Italie du 20 avril 1929 au 2 août 1943.
En 1939, il devient directeur de la Chambre Nationale  des sociétés jusqu'en 1943. Il travaille pour la création d'un consortium de producteurs d'agrumes, il est  l'auteur de la nouvelle loi pour l'agriculture.
Il meurt le 23 octobre 1966 à Messine.